# (640) Brambilla
Pour les articles homonymes, voir Brambilla.
(640) Brambilla est un astéroïde de la ceinture principale découvert le 29 août 1907 par l'astronome allemand August Kopff. Sa désignation provisoire était 1907 ZW.
L’astéroïde a été nommé d’après princesse Brambilla, une nouvelle de E. T. A. Hoffmann.